# Hotelklasse

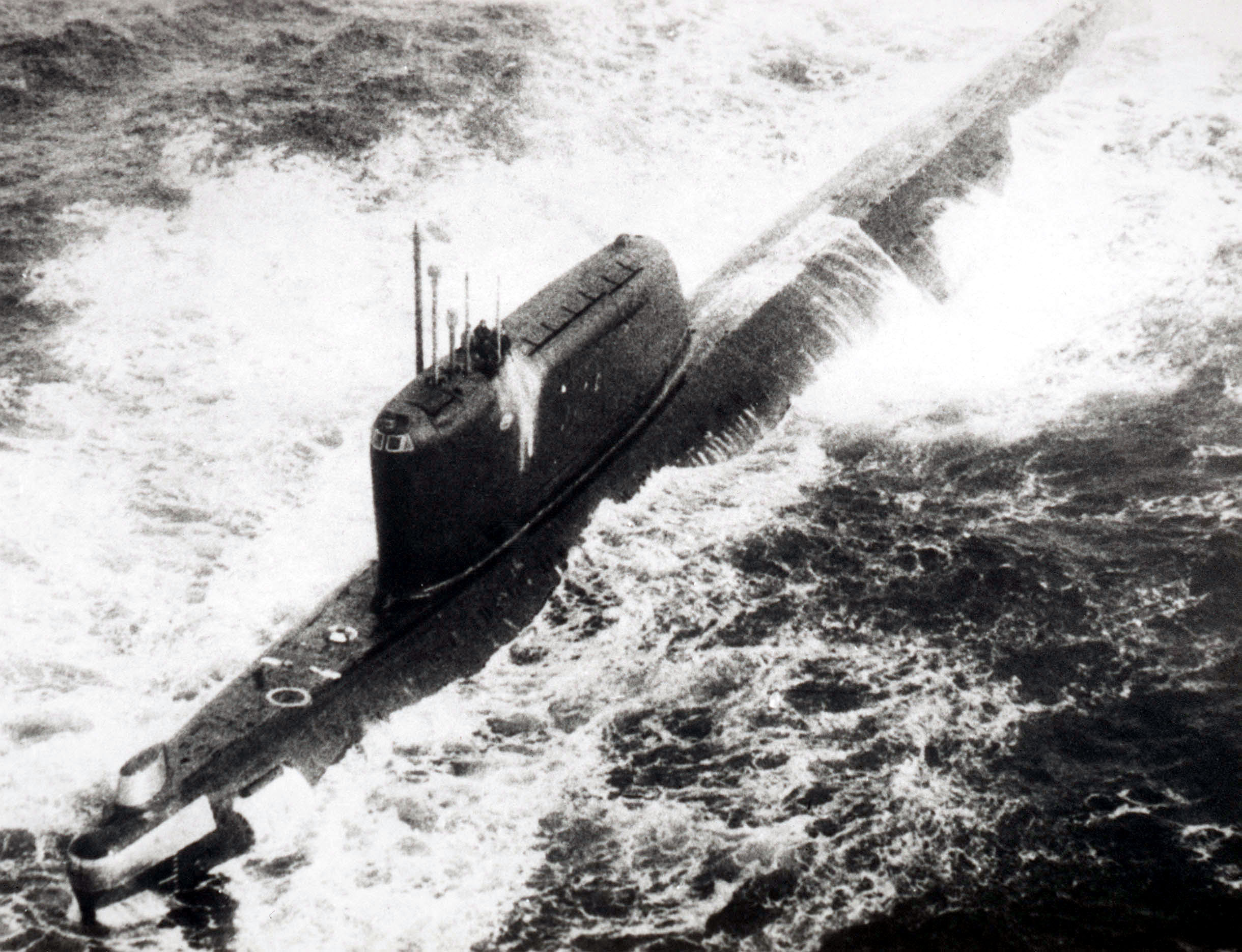
Voorbeeld van een Hotelklasse-onderzeeër

De Hotelklasse (Russisch: Подводные лодки проекта 658) is de algemene NAVO-codenaam voor een type kernaangedreven ballistische onderzeeërs die door de Sovjet-Unie in dienst waren genomen rond 1959. De Sovjet aanduiding is Project 658. Ontwikkeling van deze onderzeeër, ontworpen om voor het D-2 lanceersysteem en R-13 raketten, werd toegestaan op 26 augustus 1956. In september begon het echte ontwerpen en was gereed in het eerste kwartaal van 1957. 
De taken van hoofdontwerper van Project 658 werden toegewezen aan de hoofdontwerper van OKB-18, P.Z. Golosovski. In februari 1958 werd het projectmanagement overgedragen aan I.V. Michajlov, die in oktober 1958 S.N. Kovalev had vervangen.
Het Hotel ontwerp was gebaseerd op de Project 627 November-klasse, de eerste Sovjet nucleaire onderzeeër, aangepast door toevoeging van het raketcompartiment van de Golf-klasse. Daarnaast hadden de Hotels kleine horizontale vleugels voor betere wendbaarheid en betrouwbaardere elektrohydraulische stuurvlakken voor een hogere snelheid onder water met minder geluid. 
Het D-2 lanceersysteem op de Hotels plaatste drie R-13 raketten in verticale containers, direct achter de commandotoren. De onderzeeër moest boven water komen om ze te lanceren, maar kon alle drie de raketten in 12 minuten hebben gelanceerd. 
De eerste Hotel onderzeeër, de bekende K-19, werd neergelegd op 17 oktober 1958 en zou toegewezen worden aan Kapitein Nikolaj Vladimirovitsj Zatejev, die vooral tegenslag en ongelukken tegenkwam. De laatste van de acht Hotel onderzeeërs werd tewatergelaten op 12 november 1960. Ze werden allemaal gebouwd bij de Sevmasj Machine Building Factory in Molotovsk (nu Severodvinsk). De acht Hotels waren K-16, K-19, K-33, K-40, K-55, K-145, K-149 en K-178. 
Vanaf maart 1958 werden de hotels uitgerust met de nieuwe D-4 lanceerinstallatie, die raketten kon lanceren vanaf een diepte van 16 meter. Deze aangepaste onderzeeërs kregen de NAVO-codenaam Hotel II. De installatie van de D-4 vereiste enkele structurele aanpassingen aan de onderzeeër. Voor de lancering moesten de buizen onder water worden gezet. De eerste upgrade onder Project 658M was compleet op 30 december 1963. Tussen 1963 en 1967 werden alle Hotel I onderzeeërs, behalve de K-145, uitgerust met de D-4 lanceerinrichting. 
K-145 werd tussen 1969 en 1970 gemodificeerd onder Project 701 om R-29 raketten te testen, en kreeg de NAVO-codenaam Hotel III. Hij werd verlengd tot 130 meter en de waterverplaatsing groeide tot 5500 ton boven water en 6400 ton onder water. De topsnelheid verminderde tot 18 knopen boven water en 22 knopen onder water. Er werden vier lanceerrekken voor R-29 raketten in een compartiment geplaatst. K-145 keerde in 1976 terug in dienst. 

## Specificaties
- Bewapening: vier 533 mm torpedobuizen voorwaarts, vier 400 mm torpedobuizen achterwaarts
  - Hotel I: D-2 lanceersysteem met drie R-13 raketten
  - Hotel II: D-4 lanceersysteem met drie R-21 raketten
- Aandrijving: twee VM-A drukwaterreactoren, 190 MW elk
- Voortstuwing: twee stoomturbines, 17.500 pk elk.
- Lengte: 114 m
- Breedte: 9,2 m
- Diepgang: 7,31 m
- Waterverplaatsing: 4080 m³ boven water, 5000 m³ onder water
- Diepte: 240 meter volgens ontwerp, 300 meter maximaal
- Snelheid: 18 knopen boven water, 26 knopen onder water
- Bemanning: 104 man
- Maximale tijd op zee: 50 dagen